# 7-й отдельный гвардейский ракетный корпус
7-й отдельный гвардейский ракетный Бериславско-Хинганский дважды Краснознамённый, ордена Суворова корпус, войсковая часть 43189 — оперативно-тактическое соединение в составе Ракетных войск стратегического назначения со штаб-квартирой в Омск.
Ракетный корпус сформирован в феврале 1961 года на базе 27-го учебного артиллерийского полигона.

## История
В феврале 1961 года в Омске на базе 27-го учебного артиллерийского полигона сформирован 7-й отдельный ракетный корпус.
17 апреля 1961 года директивой Генерального штаба Вооружённых сил корпусу переданы по преемственности награды, гвардейское и почётные наименования 109-й гвардейской мотострелковой Бериславско-Хинганской дважды Краснознамённой, ордена Суворова дивизии.
В апреле 1970 года на базе 7-й отдельного гвардейского ракетного Бериславско-Хинганского дважды Краснознамённого, ордена Суворова корпуса образована 33-я гвардейская ракетная Бериславско-Хинганская дважды Краснознамённая, ордена Суворова армия.

## Командование
- 1961—1965 — гвардии генерал-лейтенант Медведев Д.А.
- Агеев Н.Г.
- Фадеев В.И.